# Colin Figures
Sir Colin Frederick Figures (ur. 1 lipca 1925 w Birmingham; zm. 8 grudnia 2006 w Esher) – brytyjski oficer służb specjalnych, w latach 1981-1985 dyrektor Secret Intelligence Service (MI6), wcześniej m.in. szef rezydentury MI6 w Polsce (1959-1962).

## Życiorys
Pochodził z klasy średniej, jego ojciec pracował w branży ubezpieczeniowej. W latach 1945–1948 służył w wojsku, po czym studiował romanistykę i rusycystykę w Pembroke College na University of Cambridge. Bezpośrednio po ukończeniu studiów został oficerem brytyjskiego wywiadu. Po szkoleniu w Londynie i w Niemczech trafił pod przykrywką dyplomatyczną do Ammanu. W 1959 został tajnym rezydentem MI6 w Warszawie. Podczas trzyletniej służby na tym stanowisku był bardzo wysoko oceniany za swoją skuteczną pracę po przeciwnej stronie żelaznej kurtyny, a także zdolność werbowania agentów na bardzo nieprzyjaznym terenie. Następnie kierował placówką MI6 w Wiedniu, skąd m.in. koordynował działania Służby w czasie praskiej wiosny.
W 1973 został dowódcą MI6 w Irlandii Północnej, gdzie blisko współpracował z drugą słynną brytyjską służbą specjalną, Security Service (MI5). W 1979 objął stanowisko wicedyrektora MI6, zaś w 1981 stanął na czele całej Służby. W 1985 objął pierwsze w swojej karierze jawne stanowisko (aż do 1994 samo istnienie MI6 było tajemnicą poliszynela, a dowódca Służby znany był jedynie pod tradycyjnie przypisanym temu stanowisku kryptonimem "C"), którym była funkcja koordynatora służb specjalnych w Cabinet Office (brytyjskim odpowiedniku Kancelarii Premiera). W 1989 przeszedł na emeryturę.
Pod koniec życia cierpiał na chorobę Parkinsona. Zmarł w wieku 81 lat.

## Odznaczenia
W 1969 został oficerem Orderu Imperium Brytyjskiego. W 1978 otrzymał Order św. Michała i św. Jerzego klasy Kawaler, zaś w 1983 został Rycerzem Komandorem tego orderu, co dało mu prawo do dopisywania przed nazwiskiem tytułu Sir.